# Кашмау

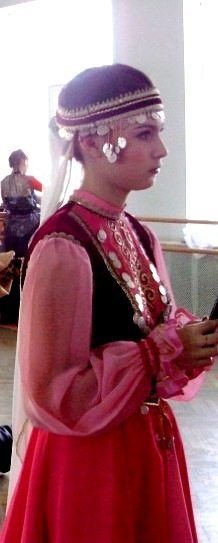
Жінка в кашмау

Кашмау — головний убір одружених жінок башкирського національного костюма. Являє собою шапочку з отвором на маківці зі стрічкою-хвостом, що спускається на спину. Стрічка має повністю прикривати волосся. Цей головний убір прикрашається монетами, підвісками, коралами та різним намистом. Кашмау може бути червоного, бордового чи коричневого кольору.
Кашмау був особливо популярним у XIX столітті на півдні та південному заході Башкирії. В XX столітті вважається святковим головним убором і його могли носити жінки із заможних родин.
Кашмау часто використовується в костюмах фольклорних колективів і є символом башкирського одягу.

## Галерея

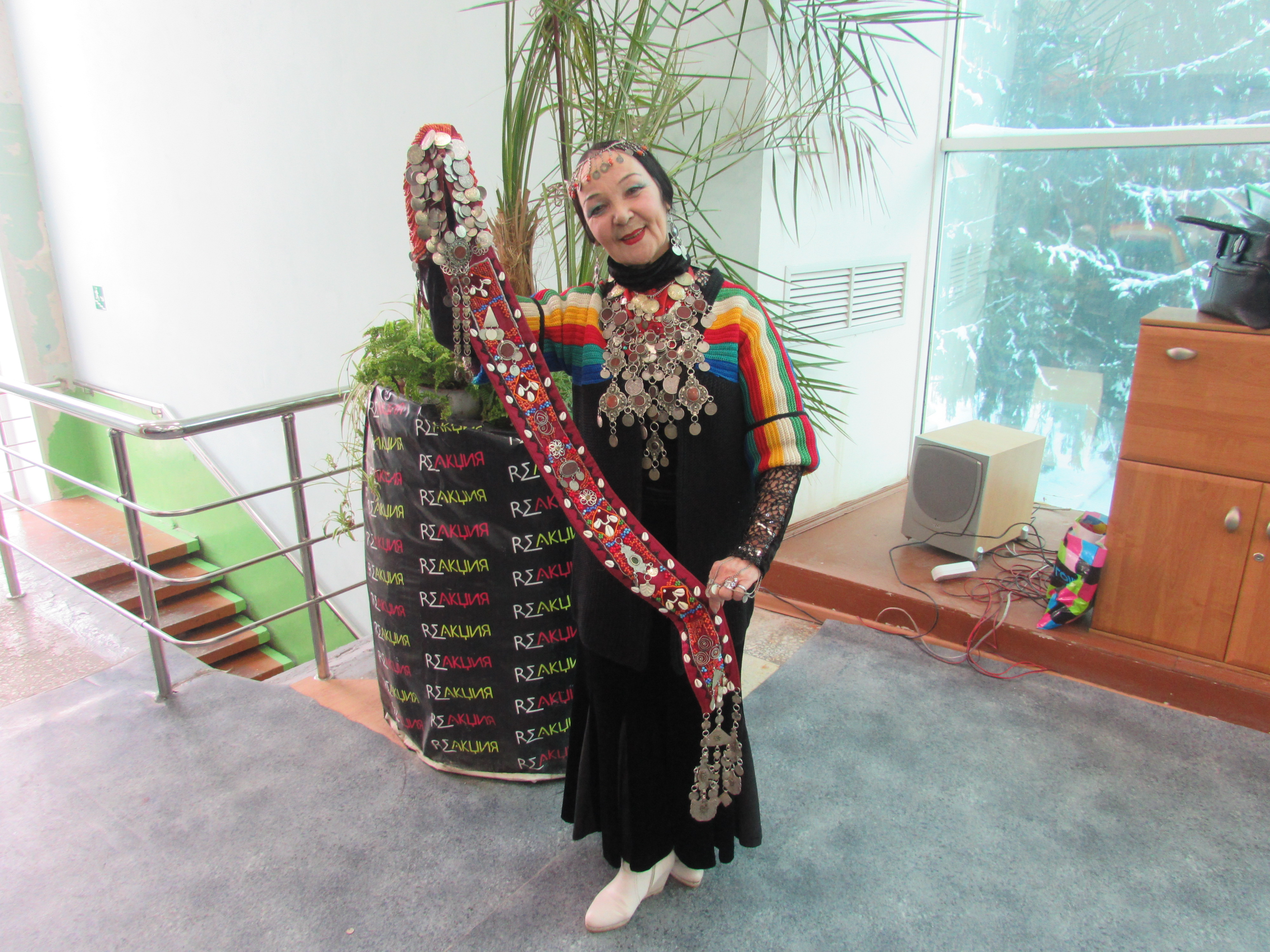
Башкирська танцюристка Рашида Туйсіна з кашмау
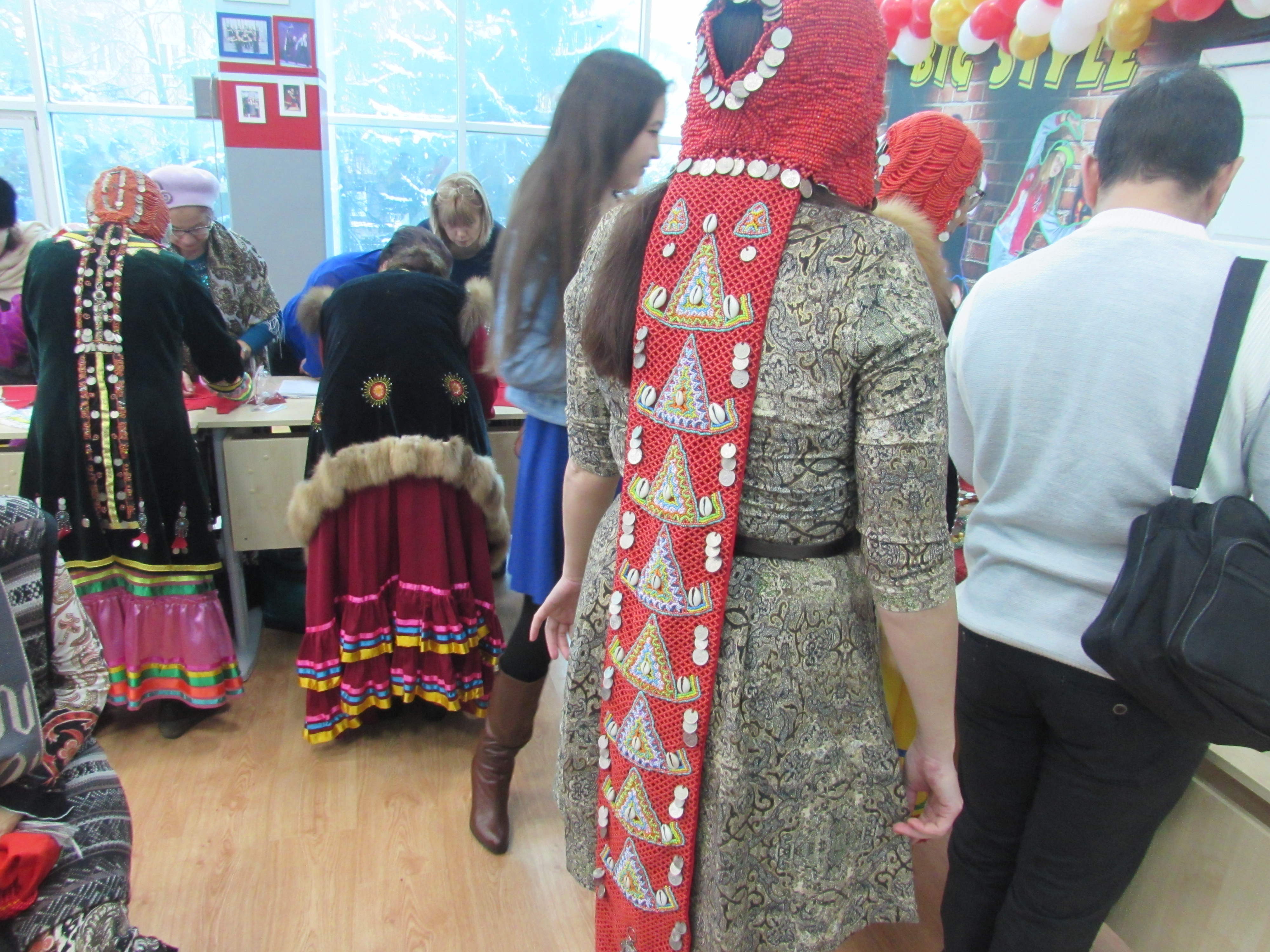
Жінка з кашмау
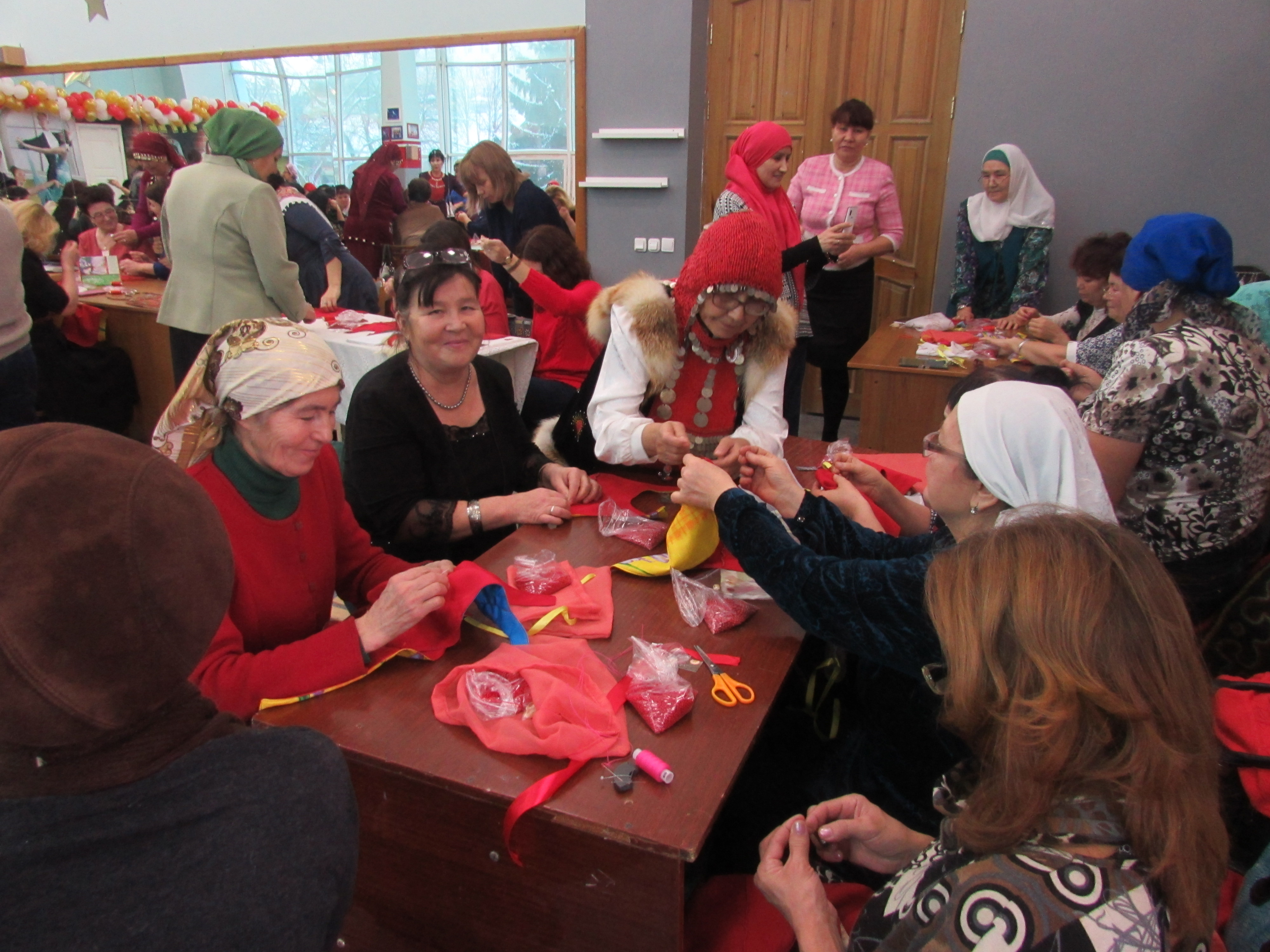
Майстер-клас з виготовлення кашмау